# Loice Chekwemoi
Loice Chekwemoi (* 12. Dezember 2006) ist eine ugandische Leichtathletin, die sich auf den Hindernislauf spezialisiert hat. 2024 wurde sie in Douala Afrikameisterin über 3000 m Hindernis.

## Sportliche Laufbahn
Erste internationale Erfahrungen sammelte Loice Chekwemoi im Jahr 2022, als sie bei den U20-Weltmeisterschaften in Cali in 10:07,79 min den sechsten Platz über 3000 m Hindernis belegte. Im Jahr darauf belegte sie bei den U18-Afrikameisterschaften in Ndola in 6:31,12 min den fünften Platz über 2000 m Hindernis und bei den Crosslauf-Weltmeisterschaften 2024 in Belgrad gelangte sie nach 32:24 min auf den neunten Platz im Einzelrennen und sicherte sich in der Teamwertung die Bronzemedaille hinter den Teams aus Kenia und Äthiopien. Im Juni siegte sie bei den Afrikameisterschaften in Douala mit neuer Bestleistung von 9:24,47 min über 3000 m Hindernis. Anschließend gewann sie bei den U20-Weltmeisterschaften in Lima in 9:18,84 min die Silbermedaille.
2022 wurde Chekwemoi ugandische Meisterin im 3000-Meter-Hindernislauf.

## Persönliche Bestzeiten
- 1500 Meter: 4:30,57 min, 17. Mai 2022 in Caen
- 3000 Meter: 10:14,09 min, 22. Mai 2021 in Kampala
- 3000 m Hindernis: 9:18,84 min, 29. August 2024 in Lima